# Willinska fattigfriskolan

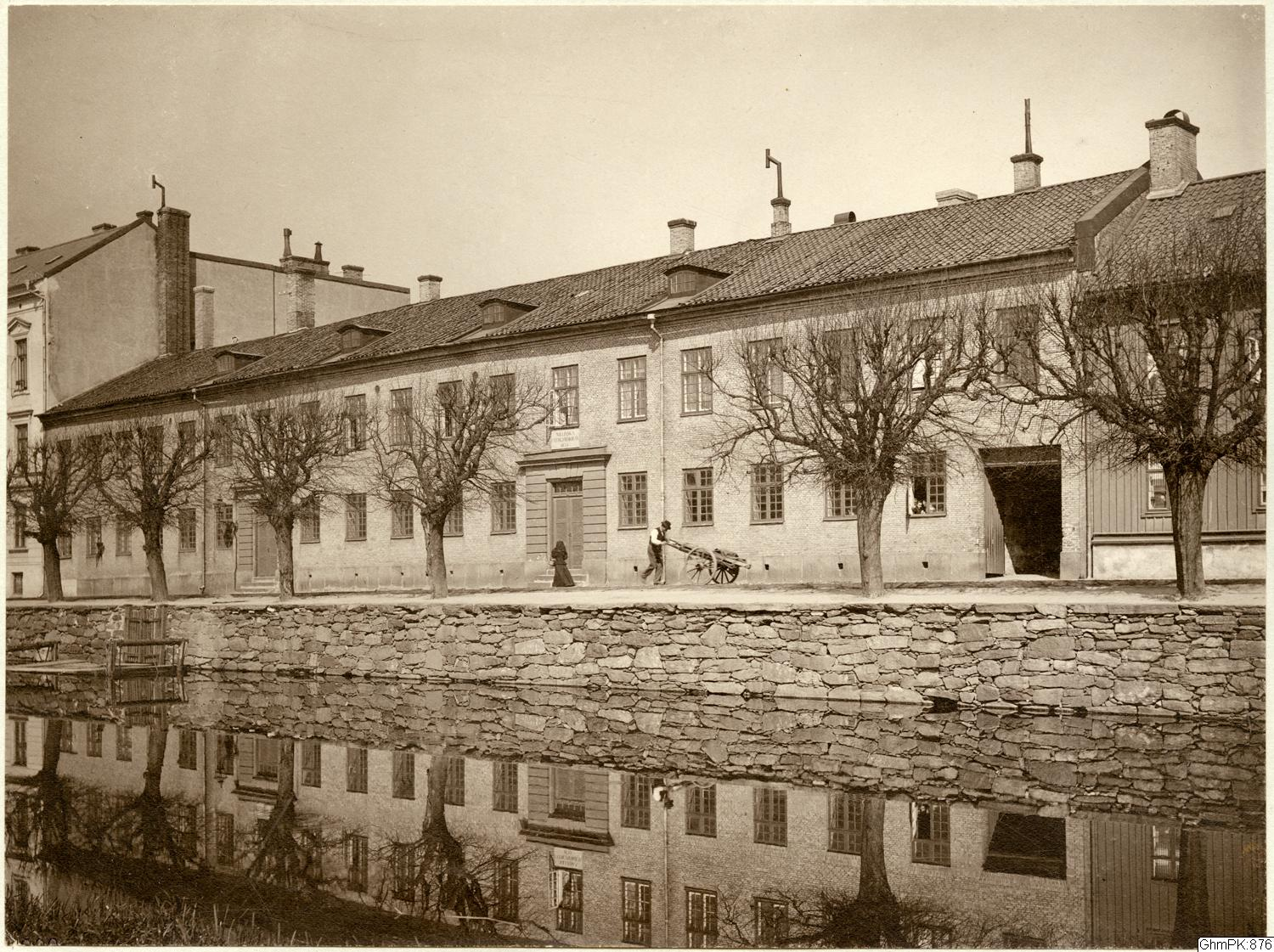
Willinska friskolan på Stampgatan 32, fotograferad 1901 av Aron Jonason. Denna stenbyggnad ritad av Justus Fredrik Weinberg, stod färdig 1835 och här bedrevs det undervisning fram till 1945.

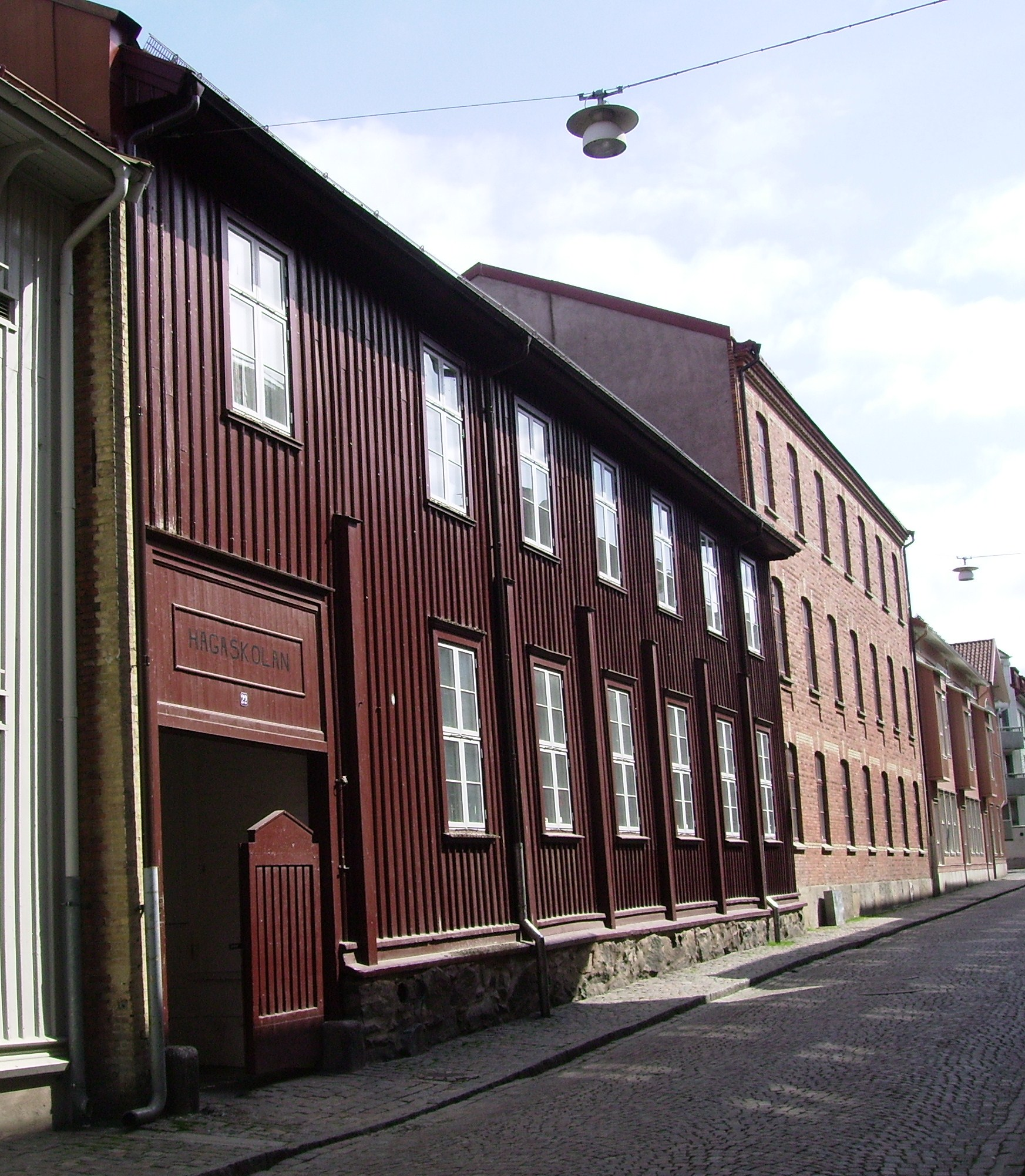
Hagaskolan var en annexskola till Willinska fattigfriskolan på Stampen.

Willinska fattigfriskolan, Willinska friskolan eller Willinska skolan, var en skola vid Stampgatan 32 i stadsdelen Stampen och vid Skolgatan i Haga i Göteborg. Den grundades år 1767 av prästen Johan Willin och var en förebild för den kommande folkskolan. Den finansierades genom årliga bidrag och donationer från flera framstående göteborgare. Skolverksamheten upphörde år 1945. Willinska stiftelsen verkar fortsatt för att hjälpa Göteborgs unga genom att dela ut bidrag.

## Historia
År 1765 utnämndes Johan Willin till fattighuspräst och han fick idén om en friskola för fattiga barn i Halle i Tyskland, där han sett många fattiga barn tigga utanför rika personers hus. Willin ville göra mer för barnen än att ge dem allmosor.
Willin kontaktade sin vän borgaren Peter P. Ekman, som haft Willin till informator, om planen och denne påverkade i sin tur några vänner. Gruppen utgjordes av totalt tio personer: Carl Gustaf Brusewitz, Anders Lesse, Gudmund Dahl, Christian Beckman, Peter P. Ekman, Martin Holterman, Hans Jacob Beckman, J. D. Wetterling, Gustaf Bernhard Santesson och Martin Zachrisson. Dessa förband sig att hjälpa genom att lämna årliga bidrag. Willins mål var att kunna ge barnen mat, kläder och undervisning.
Den 1 juni 1767 öppnade friskolan på Stampen i närheten av fattighuset med 17 barn och Willin skötte till en början själv undervisningen och barnen fick ett hem på skolan. Ekman hjälpte honom att komma igång med organisationen och de årliga bidragen från de övriga inkom sedan verksamheten startats. De första föreståndarna var Ekman och Santesson, medan Willin var inspektor. När Willin dog år 1772 hade 160 barn fått fri undervisning.
År 1775 köptes en tomt med ett större trähus på Stampgatan 32, och i slutet av 1790-talet fick inte mindre än 300 barn fri undervisning dagligen, varav 200 fick fri mat och några fick hem och hel försörjning. År 1817, då skolan på Stampen blev för trång, inrättades även en filial i östra Haga, där undervisningen pågick till år 1834. År 1827 uppfördes en stor lancastersal till Hagaskolan. Vid de båda skolorna fick mellan 500 och 600 barn undervisning årligen och större delen av dem fick gratis mat.
Vid en eldsvåda den 9 mars 1830 brann skolhuset på Stampgatan ned och ersattes av ett nybyggd stenbyggnad på samma tomt, ritad av arkitekt Justus Fredrik Weinberg som stod färdig 1835. Under 1834, då koleran härjade i samhället, blev hundratals barn föräldralösa. Samtidigt härjade barnsjukdomar, så att skolan i Haga måste stängas. Under koleraepidemin år 1834 upplät Willinska skolan sina lokaler på Stampen och i Haga till sjukhus.[förklaring behövs] Under denna svåra tid utackorderades en del barn på landet.
1837 inrättades även en slöjdavdelning i skolan, för att ge barnen praktiska kunskaper, för att underlätta möjligheten till arbete efter skolan. Pojkarna fick utbildning i snickeri och smide medan flickorna fick lära sig sömnad. 1853 byggdes skolan på Stampgatan ut för att tillfredsställa behoven som slöjdutbildningen krävde. Verksamhet vid skolan fungerade senare som influens till att slöjdundervisning blev del i de allmänna folkskolorna.
Ända till år 1844 var Willinska institutionen stadens enda egentliga folkskola; sedan folkskoleundervisningen ett par år tidigare genom lagstiftningen blivit obligatorisk och staden alltså skyldig att bekosta densamma, hade skolan på Stampen inte samma ställning som förut. Fram till år 1886 verkade den emellertid som folkskola och upplät ända till år 1919 även några rum till den allmänna folkskoleundervisningens tjänst. Från år 1886 tillämpades en ny ordning för skolan, då den blev internat för trettio välartade gossar. De kom in vid 12 års ålder och stannade tills de konfirmerats. De fick kläder, mat och undervisning. Bland skolans elever kan nämnas Carl Wilhelm Skarstedt.
Friskolor för fattiga barn uppstod snart efter Willinska skolans mönster, exempelvis i Majorna och i Tyska församlingen inne i staden, samt på Underås, samtliga under 1700-talets senare del, liksom Prins Oscars skola vid Kaserntorget.
Under åren 1924–1946 innehade Willinska fattigfriskolan Villa Ellesbo och hade där internat för fattiga barn som undervisades i bland annat träslöjd och trädgårdsskötsel. Skolverksamheten upphörde år 1945.

## Donationer
Köpmannen Anders Lesse skänkte år 1795 sitt hus och tomt i hörnet Sillgatan (Postgatan) och Torggatan, samt 6 000 specieriksdaler kontant. Hans syster Hedvig Lesse ökade donationen med 2 666 riksdaler och 32 skilling banco, samt en sextondel av skeppsvarvet Kusten. Enligt donationsbestämmelserna skulle huset och tomterna tillfalla friskolan för evärdliga tider och avkastningen skulle användas till skolans underhåll.
Bland andra donatorer återfanns kommerserådet Martin Holterman, som år 1792 skänkte 3 000 riksdaler, Peter P. Ekmans arvingar som år 1807 skänkte 2 000 riksdaler, och David Carnegie 15 000 riksdaler, liksom även tidigare elever vid skolan. Under fyra generationer fanns släkten Ekman bland skolans beskyddare; däribland Johan Jacob Ekman under ett halvt sekel.

## Willinska stiftelsen
Willinska stiftelsen verkar fortsatt för att hjälpa Göteborgs unga genom att "dela ut bidrag för att främja utbildning, vård och uppfostran till barn och ungdomar från Göteborg med omnejd".